# Grand Prix Belgie 1974
Grand Prix Belgie 1974 (oficiálně XXXII Grand Prix de Belgique) se jela na okruhu Nivelles-Baulers v Nivelles v Belgii dne 12. května 1974. Závod byl pátým v pořadí v sezóně 1974 šampionátu Formule 1.

## Kvalifikace
| Poř. | No. | Jezdec               | Konstruktér       | Čas     | Ztráta |
| ---- | --- | -------------------- | ----------------- | ------- | ------ |
| 1    | 11  | Clay Regazzoni       | Ferrari           | 1.09.82 | —      |
| 2    | 3   | Jody Scheckter       | Tyrrell-Ford      | 1.10.86 | +1.04  |
| 3    | 12  | Niki Lauda           | Ferrari           | 1.11.04 | +1.22  |
| 4    | 5   | Emerson Fittipaldi   | McLaren-Ford      | 1.11.07 | +1.25  |
| 5    | 1   | Ronnie Peterson      | Lotus-Ford        | 1.11.21 | +1.39  |
| 6    | 20  | Arturo Merzario      | Iso Marlboro-Ford | 1.11.29 | +1.47  |
| 7    | 14  | Jean-Pierre Beltoise | BRM               | 1.11.39 | +1.57  |
| 8    | 18  | Carlos Pace          | Surtees-Ford      | 1.11.46 | +1.64  |
| 9    | 24  | James Hunt           | Hesketh-Ford      | 1.11.53 | +1.71  |
| 10   | 9   | Hans-Joachim Stuck   | March-Ford        | 1.11.57 | +1.75  |
| 11   | 4   | Patrick Depailler    | Tyrrell-Ford      | 1.11.60 | +1.78  |
| 12   | 6   | Denny Hulme          | McLaren-Ford      | 1.11.61 | +1.79  |
| 13   | 33  | Mike Hailwood        | McLaren-Ford      | 1.11.98 | +2.16  |
| 14   | 22  | Vern Schuppan        | Ensign-Ford       | 1.12.02 | +2.20  |
| 15   | 15  | Henri Pescarolo      | BRM               | 1.12.33 | +2.51  |
| 16   | 2   | Jacky Ickx           | Lotus-Ford        | 1.12.42 | +2.60  |
| 17   | 17  | Jean-Pierre Jarier   | Shadow-Ford       | 1.12.53 | +2.71  |
| 18   | 16  | Brian Redman         | Shadow-Ford       | 1.12.73 | +2.91  |
| 19   | 28  | John Watson          | Brabham-Ford      | 1.12.76 | +2.94  |
| 20   | 42  | Tom Pryce            | Token-Ford        | 1.12.85 | +3.03  |
| 21   | 27  | Guy Edwards          | Lola-Ford         | 1.13.33 | +3.51  |
| 22   | 8   | Rikky von Opel       | Brabham-Ford      | 1.13.34 | +3.52  |
| 23   | 41  | Tim Schenken         | Trojan-Ford       | 1.13.36 | +3.54  |
| 24   | 7   | Carlos Reutemann     | Brabham-Ford      | 1.13.47 | +3.65  |
| 25   | 37  | François Migault     | BRM               | 1.13.49 | +3.67  |
| 26   | 19  | Jochen Mass          | Surtees-Ford      | 1.13.81 | +3.99  |
| 27   | 34  | Teddy Pilette        | Brabham-Ford      | 1.14.05 | +4.23  |
| 28   | 43  | Gérard Larrousse     | Brabham-Ford      | 1.14.22 | +4.40  |
| 29   | 26  | Graham Hill          | Lola-Ford         | 1.14.30 | +4.48  |
| 30   | 21  | Gijs Van Lennep      | Iso Marlboro-Ford | 1.15.60 | +5.78  |
| 31   | 10  | Vittorio Brambilla   | March-Ford        | 1.23.81 | +13.99 |
| DNQ  | 44  | Leo Kinnunen         | Surtees-Ford      | 1.28.77 | +18.95 |

## Závod
| Poř.   | No. | Jezdec               | Konstruktér       | Počet kol | Čas/Odstoupení     | Pořadí na startu | Body |
| ------ | --- | -------------------- | ----------------- | --------- | ------------------ | ---------------- | ---- |
| 1      | 5   | Emerson Fittipaldi   | McLaren-Ford      | 85        | 1:44:20.57         | 4                | 9    |
| 2      | 12  | Niki Lauda           | Ferrari           | 85        | + 0.35             | 3                | 6    |
| 3      | 3   | Jody Scheckter       | Tyrrell-Ford      | 85        | + 45.61            | 2                | 4    |
| 4      | 11  | Clay Regazzoni       | Ferrari           | 85        | + 52.02            | 1                | 3    |
| 5      | 14  | Jean-Pierre Beltoise | BRM               | 85        | + 1:08.05          | 7                | 2    |
| 6      | 6   | Denny Hulme          | McLaren-Ford      | 85        | + 1:10.54          | 12               | 1    |
| 7      | 33  | Mike Hailwood        | McLaren-Ford      | 84        | + 1 kolo           | 13               |      |
| 8      | 26  | Graham Hill          | Lola-Ford         | 83        | + 2 kola           | 29               |      |
| 9      | 10  | Vittorio Brambilla   | March-Ford        | 83        | + 2 kola           | 31               |      |
| 10     | 41  | Tim Schenken         | Trojan-Ford       | 83        | + 2 kola           | 23               |      |
| 11     | 28  | John Watson          | Brabham-Ford      | 83        | + 2 kola           | 19               |      |
| 12     | 27  | Guy Edwards          | Lola-Ford         | 82        | + 3 kola           | 21               |      |
| 13     | 17  | Jean-Pierre Jarier   | Shadow-Ford       | 82        | + 3 kola           | 17               |      |
| 14     | 21  | Gijs van Lennep      | Iso-Marlboro-Ford | 82        | + 3 kola           | 30               |      |
| 15     | 22  | Vern Schuppan        | Ensign-Ford       | 82        | + 3 kola           | 14               |      |
| 16     | 37  | François Migault     | BRM               | 82        | + 3 kola           | 25               |      |
| 17     | 34  | Teddy Pilette        | Brabham-Ford      | 81        | + 4 kola           | 27               |      |
| 18     | 16  | Brian Redman         | Shadow-Ford       | 80        | Motor              | 18               |      |
| Ret    | 2   | Jacky Ickx           | Lotus-Ford        | 72        | Přehřátí           | 16               |      |
| Ret    | 42  | Tom Pryce            | Token-Ford        | 66        | Kolize             | 20               |      |
| Ret    | 7   | Carlos Reutemann     | Brabham-Ford      | 62        | Motor              | 24               |      |
| Ret    | 1   | Ronnie Peterson      | Lotus-Ford        | 56        | Únik paliva        | 5                |      |
| Ret    | 4   | Patrick Depailler    | Tyrrell-Ford      | 53        | Brzdy              | 28               |      |
| Ret    | 19  | Jochen Mass          | Surtees-Ford      | 53        | Zavěšení           | 26               |      |
| Ret    | 43  | Gérard Larrousse     | Brabham-Ford      | 53        | Pneumatika         | 11               |      |
| Ret    | 18  | Carlos Pace          | Surtees-Ford      | 50        | Nevhodné zacházení | 8                |      |
| Ret    | 8   | Rikky von Opel       | Brabham-Ford      | 49        | Motor              | 22               |      |
| Ret    | 24  | James Hunt           | Hesketh-Ford      | 45        | Nehoda             | 9                |      |
| Ret    | 20  | Arturo Merzario      | Iso-Marlboro-Ford | 29        | Převodovka         | 6                |      |
| Ret    | 15  | Henri Pescarolo      | BRM               | 12        | Kolize             | 15               |      |
| Ret    | 9   | Hans-Joachim Stuck   | March-Ford        | 6         | Spojka             | 10               |      |
| DNQ    | 44  | Leo Kinnunen         | Surtees-Ford      |           |                    |                  |      |
| Zdroj: |     |                      |                   |           |                    |                  |      |

## Průběžné pořadí po závodě
Pohár jezdců
| Pořadí | Jezdec               | Body |
| ------ | -------------------- | ---- |
| 1      | Emerson Fittipaldi   | 22   |
| 2      | Niki Lauda           | 21   |
| 3      | Clay Regazzoni       | 19   |
| 4      | Denny Hulme          | 11   |
| 5      | Jean-Pierre Beltoise | 10   |
| Zdroj: |                      |      |

Pohár konstruktérů
| Pořadí | Konstruktér  | Body |
| ------ | ------------ | ---- |
| 1      | McLaren-Ford | 35   |
| 2      | Ferrari      | 27   |
| 3      | BRM          | 10   |
| 4      | Tyrrell-Ford | 10   |
| 5      | Brabham-Ford | 9    |
| Zdroj: |              |      |